# Giovanni Ferrini (Cembalobauer)
Giovanni Ferrini (* etwa 1699 in Florenz; † 16. Januar 1758, ebenda)  war ein italienischer Musikinstrumentenbauer. Er war Schüler von Bartolomeo Cristofori und arbeitete in dessen Werkstatt.
Nach dem Tod Cristoforis im Jahr 1731 blieb er in Florenz und löste Bartolomeo Cristofori als Instrumentenbauer am Hof der Medicis in Florenz ab. Er war im ersten Testament von Cristofori der Hauptbegünstigte, im zweiten Testament jedoch wurde ihm eine Summe Geld zugesprochen und das Haupterbe bekamen Mitglieder der Familie Mela. Er führte in Florenz eine Werkstatt und die letzte Arbeit, welche ihm zugeschrieben wird, war die Restauration eines Cembalos von Girolamo Zenti im Jahr 1755. Dieses Instrument befindet sich heute im Metropolitan Museum of Art in New York City.

## Erhaltene Instrumente

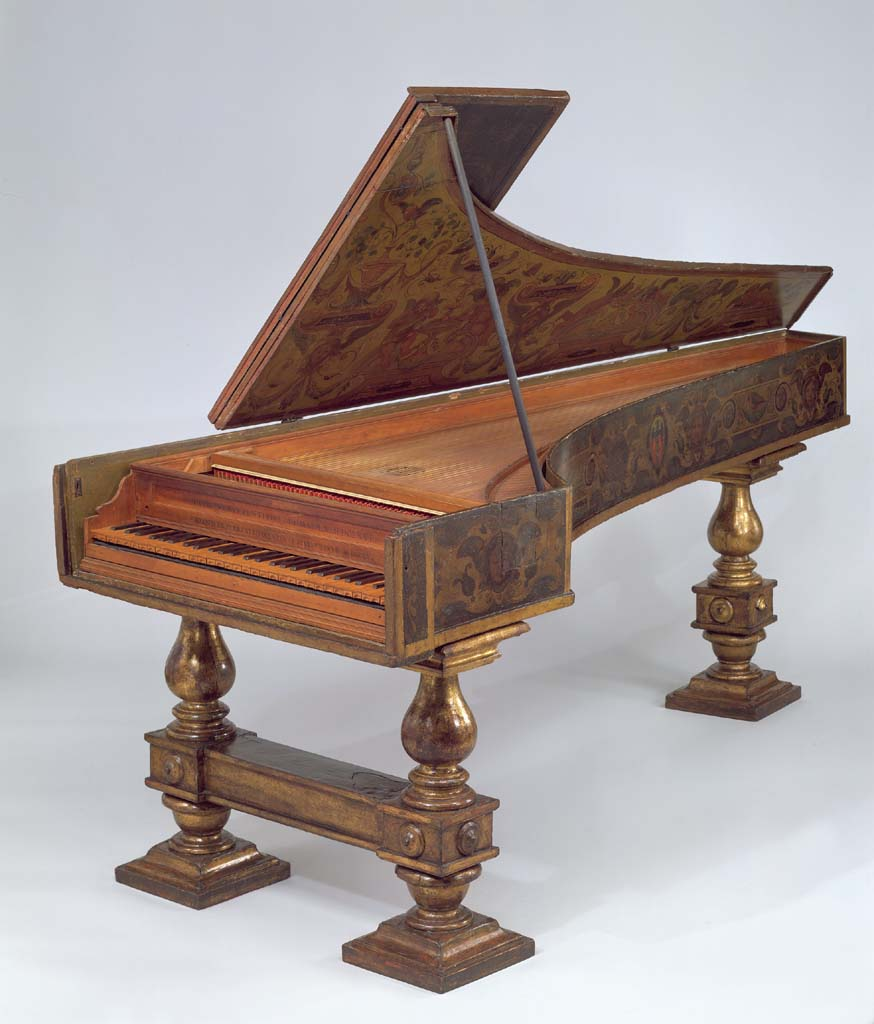
Von Ferrini 1755 restauriertes und umgebautes Cembalo von Zenti aus dem Jahr 1666

Drei Instrumente von Ferrini sind bis heute erhalten. Ein Spinett aus dem Jahr 1731 ist in Privatbesitz in Pistoia. Ein weiteres Instrument aus dem Jahr 1746 mit zwei Manualen, welches sowohl Cembalo- und Klavierbaumerkmale aufweist befindet sich im Besitz der Collezione Tagliavini in Bologna. Das dritte Instrument ist das Cembalo von Zenti, welches Ferrini im Jahr 1755 restaurierte und umbaute.